# Ray Guns Are Not Just the Future
Albums de The Bird and the Bee
One Too Many Hearts
(14 février 2008) Just Stop, and Think
(2010)
Ray Guns Are Not Just The Future est le second album du groupe pop américain The Bird and the Bee. 
Sorti en janvier 2009, précédé par deux EP et six single, Ray Guns Are Not Just The Future s'inscrit dans la continuité du premier album éponyme du groupe. Toutefois, il se démarque par les choix, relativement plus libres, que le duo a pris. Ses influences sont nettement perceptibles: Tropicalia (Jorge Ben, Caetano Veloso), Square Dance et Jazz.
Les titres Birthday et Polite Dance Song sont respectivement issus des EP One Too Many Hearts et Please Clap Your Hands. Inara George, l'auteur-compositeur, révèle dans Diamond Dave son admiration d'enfant envers le rockeur David Lee Roth, célèbre frontman de Van Halen. La chanson Ray Gun fait allusion à l'actualité des Tasers.
Ray Guns Are Not Just The Future reçoit de bonnes critiques bien que le magazine Rolling Stone s'en est désintéressé. Le titre Love Letter to Japan est le premier single du groupe, édité en premier lieu sur les radios japonaises. Ce n'est pas la première fois que The Bird and the Bee s'adresse exclusivement au Japon puisque le Single I Hate Camera est sorti uniquement au « pays du soleil levant ». Un clip a été réalisé sur ce titre.

## Liste des morceaux
1. Fanfare – 0:28
2. My Love – 3:45
3. Diamond Dave – 3:14
4. What's in the Middle – 3:22
5. Ray Gun – 4:42
6. Love Letter To Japan – 4:08
7. Meteor – 3:21
8. Baby – 3:49
9. Phil – 0:09
10. Polite Dance Song – 3:48
11. You're A Cad – 3:10
12. Witch – 3:55
13. Birthday – 3:50
14. Lifespan of a Fly – 3:14

1. Punch You In The Eye – 3:41 (VirginMega Pre-order exclusive)
2. Heart Throbs And Apple Seeds  (Japan Only Bonus Track)
3. How Deep Is Your Love  (Japan Only Bonus Track)
4. Everything Is Ending - 3:22 (Itunes Bonus Track)
5. Polite Dance Song (Totally Rude Remix)  2:47 (Itunes Pre-order exclusive)

## Single
- Love Letter to Japan - 3:30 (Radio Edit)